# Franken
Franken település Franciaországban, Haut-Rhin megyében. Lakosainak száma 365 fő (2022. január 1.). Franken Willer, Wahlbach, Zaessingue, Jettingen, Hundsbach és Steinsoultz községekkel határos.

## Népesség
A település népességének változása:
| Lakosok száma | 331  | 324  | 342  | 349  | 362  | 367  | 370  | 375  | 365  |
|               | 2013 | 2015 | 2016 | 2017 | 2018 | 2019 | 2020 | 2021 | 2022 |